# Amphisz
Amphisz (Kr. e. 4. század második fele) görög komédiaköltő.

## Élete
Életéről nem rendelkezünk közelebbi adatokkal, mindössze 51 apró töredékét és 28 komédiájának címét ismerjük. Ezek csaknem mind szokványos komédiatémákat ölelnek fel, van tehát közöttük mitológiai tárgyú (például a „Hepta epi Thébasz” (Heten Thébai ellen), másik részük foglalkozási ágak jellemzését sejteti, így a „Aleiptria” (Kenőasszony), „Ampelurgosz” (Vincellér) stb., vagy jellemtípusok ábrázolását („Kübeutész” (Kockajátékos), „Planosz” (Csavargó) stb. Talán Arisztophanész egyik darabját frissítette fel „Günaikokratia” (Nőuralom) című komédiájában. Darabjaiban valószínűleg foglalkozott korának zenéjével is.